# Protestos durante o hino nacional dos EUA (2016–presente)
Desde agosto de 2016, alguns atletas estadunidenses têm protestado contra a brutalidade policial e o racismo ajoelhando-se durante o hino nacional dos Estados Unidos. No começo de 2017, muitos jogadores também protestaram contra as críticas do presidente Donald Trump aos envolvidos no protesto e alguns contra as políticas de Trump desde que o mesmo assumiu o cargo. Alguns observadores descreveram os protestos como politicamente motivados ou patrióticos e elogiaram a consciência social dos jogadores, enquanto outros criticaram a atenção dada às questões sociais durante os eventos esportivos e chamaram os protestos de antipatrióticos ou desrespeitosos. O ato em si tornou-se amplamente conhecido como taking a knee ou taking the knee (ajoelhar-se).

## Quando começou
Os protestos começaram na National Football League (NFL) depois que o quarterback Colin Kaepernick do San Francisco 49ers se sentou e depois se ajoelhou durante o hino, antes dos jogos de pré-temporada de seu time em 2016. Ao longo das temporadas seguintes, membros de vários times da NFL e de outras equipes esportivas se envolveram em protestos silenciosos semelhantes. Em 24 de setembro de 2017, os protestos da NFL se tornaram mais generalizados quando mais de 200 jogadores se sentaram ou se ajoelharam em resposta ao discurso cheio de palavrões do presidente Trump, pedindo aos proprietários que "despedissem" os jogadores em protesto.